# テピク
テピク (Tepic) はメキシコの都市。ナヤリット州の州都。テピックとも表記される。人口は約30万人（2005年）。

## 概要
サンガングエイ火山の山麓、テピク川沿いに位置している。太平洋岸に近く、約30 km西に海岸線が広がる。
16世紀半ばにコンキスタドレス（スペインの征服者）によって建てられた街だが、本格的に発展が進んだのは、20世紀初頭に鉄道が開通してからである。周辺には先住民（インディオ）が居住している。

## 対外関係

### 姉妹都市･提携都市
- キガリ（ルワンダ共和国）

## 出身著名人
アマト・ネルボ
近代メキシコの詩人、外交官としても活躍。
ルイス・ミラモンテス
経口避妊薬の開発に尽力、パグウォッシュ会議のメンバーでもある。
グスタボ・アヨン
バスケットボール選手。